# Boris Uvarov
Boris Petrovitch Uvarov (3 de noviembre de 1886 -18 de marzo de 1970) fue un entomólogo británico de origen ruso, reconocido por su trabajo en la biología y ecología de las langostas. Se le ha llamado el padre de la acridología.

## Biografía
Boris Petrovitch Uvarov nació en Ural'sk, en el Imperio ruso (actual Oral, Kazajistán), y fue el menor de tres hijos de Pyotr P. Uvarov, un empleado del banco estatal, y su esposa Aleksandra. Su interés en la historia natural fue fomentado en su juventud por el regalo de su padre de seis volúmenes de Tierleben de Brehm. Estudió biología en la Universidad Estatal de San Petersburgo, graduándose en 1910. Trabajó como entomólogo en Stavropol y puso el control de la langosta sobre una base científica sólida. Desde 1915 trabajó en Tiflis, que después de la revolución rusa de 1917 se convirtió en la capital de la efímera República Democrática de Georgia. Se mudó a Londres en 1920 y se nacionalizó como ciudadano británico en 1943.
A partir de 1945, el Dr. Uvarov y su pequeño equipo recibieron una designación oficial como el Centro de Investigaciones Anti-Langostas, Londres. Durante los siguientes catorce años, el Centro se convirtió en el laboratorio más importante del mundo para la investigación de langostas. Hizo importantes contribuciones en las áreas de taxonomía, biología de poblaciones y control de langostas.

## Reconocimientos
- Comandante de la Orden de San Miguel y San Jorge (1943)[2]
- Caballero Comandante de la Más Distinguida Orden de San Miguel y San Jorge (10 de junio de 1961) por sus contribuciones a la ciencia, particularmente como Director del Centro de Investigaciones Anti-Langostas[2]
- Miembro de la Royal Society (1950)[2]
- Comandante de la Real Orden del León (Bélgica, 1948)[2]
- Doctor en Ciencias honorario de la Universidad de Madrid (1935)[2]
- Presidente de la Royal Entomological Society de Londres (1959–1961)[2]
- Uvarov fue elegido miembro de la Royal Society en 1950,[2] su nominación dice:

Sus investigaciones sobre taxonomía, morfología, biometría y comportamiento de las langostas lo llevaron a formular la teoría de fases que respetan esos insectos, influyendo en gran medida en la investigación de langostas en todo el mundo. También ha proporcionado una base para la política internacional de prevención de brotes de langostas. Sus estudios sobre brotes en África contribuyeron mucho a establecer una correlación entre las condiciones climáticas estacionales y las migraciones de langostas, proporcionando así una base para el pronóstico. Otro trabajo incluye más de 150 artículos sobre taxonomía de ortópteros. También ha hecho mucho para alentar la investigación de la langosta y ha desempeñado un papel importante en la planificación de medidas internacionales contra las langostas.

## Vida personal
Fue tío de Olga Uvarov.

## Obras
- Langostas y Saltamontes (1928)
- Nutrición de insectos y metabolismo (1928)
- Insectos y clima (1931)
- Saltamontes y langostas (V. I, 1966, ISBN  0-85135-072-0 V. II, 1977 ISBN 978-0-85135-072-1)